# باسم فليفل
باسم مروان فليفل (وُلِدَ في 19 أكتوبر 1987 في بيروت) هو باحث وأكاديميٌ ومؤرخ وويكيبيدي لبناني، يختص بالتاريخ العثماني، وله العديد من الأبحاث والمؤلفات في هذا الشأن. كما ينشطُ عبر حسابه باسم في ويكيبيديا، وهو إداري متطوّع في ويكيبيديا العربية.

## حياته
وُلد باسم مروان فليفل في العاصمة اللبنانية بيروت، بتاريخ 19 تشرين الأول (أكتوبر) 1987. تابع تحصيله العلمي في بيروت، فحاز إجازة جامعية في الحقوق من جامعة بيروت العربية في عام 2010، وشهادة الماجستير والدكتوراه في التاريخ الحديث والمعاصر من الجامعة نفسها في عام 2019. يعملُ
منذ سنة 2013 في مكتبة نعمة يافث التذكاريَّة في الجامعة الأميركية في بيروت.
أعاد فليفل نشر أطروحة درجة الماجستير في كتاب حمل اسم "موقف البيارتة من الثورة ضد السلطان عبد الحميد الثاني 1908 – 1909"، قدمه له مشرف الأطروحة حسان حلاق ونُشر في بيروت سنة 2018.
شارك فليفل في تأبين عبد الرحيم أبو حسين الذي أقامته الجامعة الأميركية في بيروت في ديسمبر 2022 تحت عنوان "تحية إلى المؤرخ عبد الرحيم أبو حسين". بالإضافة لإلقائه محاضرة أخرى بعنوان "قيام كنيسة الروم الملكيين الكاثوليك وحماية الدولة العثمانية لها" برعاية جامعة الكبار. وأخرى بعنوان: "اعتناق المغول للإسلام وعلاقتهم مع المشرق العربي" في أكتوبر 2023.
حقق فليفل مذكرات بديعة مصابني، ونشرت دار نلسن العمل في مطلع سنة 2024 في بيروت. ونشر كتاباً بعنوان: "الشافي في سيرة أبي العلاء المعري" في شهر فبراير من السنة نفسها.
يُشار أنَّ باسم فليفل مختصٌ في التاريخ العثماني، ولديه أبحاث وكتابات ومقالات في العصور الإسلامية الأخرى.

## أعماله
ينشر فليفل مقالاته التي تتمحور حول التاريخ الإسلامي للعالم العربي في موقع عربي بوست على الإنترنت.
الكتب
- «موقف البيارتة من الثورة ضد السلطان عبد الحميد الثاني، 1908-1909»، صدر عن دار نلسن في بيروت عام 2018.[2]
- «العثمانيون وحماية لبنان في عصر الأمير فخر الدين الكبير»، صدر عن دار نلسن في بيروت عام 2019.[3]
- «مذكرات بديعة مصابني»، تحقيق، نُشر سنة 2023 في بيروت والقاهرة.[4]
- «الشافي في سيرة أبي العلاء المعري»، نُشر في بيروت عن دار نلسن سنة 2024.[5]
- «الدرر المكنونة في سيرة مؤرخ بيروت المحروسة»، نُشر في بيروت عن دار نلسن سنة 2025.[وب-عر 6]

مقالات مُحكمَّة
- «عثمان الأول: أبو الملوك» (بالإنجليزية: Osman I, father of kings)، نُشرت بالإنجليزية في مجلة ويكي للإنسانيات عام 2021.[محكمة-إنج 1]
- «الخطر الغربي على المُقاطعات اللُبنانيَّة خلال العهد المصري»، نُشرت في مجلة الفنون والأدب وعلوم الإنسانيات والاجتماع عام 2021.[محكمة-عر 1]
- داء السكري في العالم العربي الإسلامي (بالإنجليزية: Diabetes Mellitus across the Arabo-Islamic World: A Revolution)، نُشرت بالإنجليزية سنة 2023 في المجلة الدولية للغدد الصماء.[محكمة-إنج 2]
- «دوافع موافقة السلطنة العثمانية على انتقال إمارة جبل لبنان إلى الشهابيين»،  نُشرت في مجلة العلوم الإنسانية العربية عام 2024م.[محكمة-عر 2]

مقالات رأي
- «تاريخ بيروت العُثماني المُحتضر»، نُشر في جريدة أيوب عام 2017.[وب-عر 7]
- «العصر الأسود للإسلام»، نُشر في جريدة أيوب عام 2017.[وب-عر 8]

أفلام توثيق
- في أغسطس 2022، شارك في عمل وثائقي حول المؤرخ أسد رستم عنوانه: «الإفهام والإكرام في سيرة المؤرخ أسد رستم الهمام» على شكل مقابلة مع لمياء رستم شحادة، ونُشر العمل على موقع يوتيوب.[وب-إنج 5]

### مطبوعات
كتب
1. ↑  عصام محمد شبارو (2024)، اتحاد جمعيات العائلات البيروتية "اليوبيل الفضي": من التأسيس إلى العصرالذهبي (1998-2023)، بيروت: دار مصباح الفكر، ص. 313، QID:Q130206492
2. ↑  باسم فليفل (2018). موقف البيارتة من الثورة ضدَّ السُلطان عبد الحميد الثاني، 1908-1909 (ط. 1). بيروت: دار نلسن. ISBN:978-9953-0-4264-0. LCCN:2018340638. OCLC:1019526324. OL:44107769M. QID:Q105632697.
3. ↑  باسم فليفل (2019). العُثمانيون وحماية لُبنان في عصر الأمير فخر الدين الكبير (ط. 1). بيروت: دار نلسن. ISBN:978-9953-0-4991-5. LCCN:2020345357. OCLC:1138035779. OL:44378595M. QID:Q105632845.
4. ↑  بديعة مصابني (2024). نازك باسيلا (المحرر). مُذكَّرات بديعة مصابني. تحقيق: باسم فليفل (ط. 2). بيروت، القاهرة: دار نلسن، دار ريشة للنشر والتوزيع. ISBN:978-2-9576887-4-6. OCLC:1430979938. QID:Q123150561.
5. ↑  باسم فليفل (2024). ميشيل بكني (المحرر). الشافي في سيرة أبي العلاء المعرِّي (ط. 1). بيروت: دار نلسن. ISBN:978-2-9576887-3-9. OCLC:1449602477. QID:Q124414074.

مقالات
بالعربية
1. ↑  باسم فليفل (17 مايو 2021). "الخطر الغربي على المُقاطعات اللُبنانيَّة خلال العهد المصري". مجلة الفنون والأدب وعلوم الإنسانيات والاجتماع ع. 67. DOI:10.33193/JALHSS.67.2021.480. ISSN:2616-3810. OCLC:9503929352. S2CID:241724496. QID:Q106878332.
2. ↑  باسم فليفل (29 مايو 2024). "دوافع مُوافقة السلطنة العُثمانيَّة على انتقال إمارة جبل لُبنان إلى الشهابيين" (PDF). مجلة العلوم الإنسانية العربية. ج. 5 ع. 2. DOI:10.6084/M9.FIGSHARE.25957114.V1. ISSN:2709-8508. QID:Q125491126. مؤرشف من الأصل (PDF) في 2024-09-03.

بالإنكليزية
1. ↑  Bassem Fleifel (30 Jan 2021). Eystein Thanisch (ed.). "Osman I, father of kings" (PDF). WikiJournal of Humanities (بالإنجليزية). Reviewer: Rama Aziz Draz, Hassan Hallak. 4 (1): 1. DOI:10.15347/WJH/2021.001. ISSN:2639-5347. OCLC:8897038424. S2CID:233294716. QID:Q99519061. Archived from the original (PDF) on 2021-04-14.{{استشهاد بدورية محكمة}}:  صيانة الاستشهاد: دوي مجاني غير معلم (link)
2. ↑  Mohamad Fleifel; Bassem Fleifel; Andrew El Alam (2023). Abdelilah Arredouani (ed.). "Diabetes Mellitus across the Arabo-Islamic World: A Revolution". International Journal of Endocrinology (بالإنجليزية). 2023: 5541808. DOI:10.1155/2023/5541808. ISSN:1687-8337. OCLC:10081058981. PMC:10656201. PMID:38021083. S2CID:265141215. QID:Q123400266. Archived from the original on 2023-11-11.{{استشهاد بدورية محكمة}}:  صيانة الاستشهاد: دوي مجاني غير معلم (link)

### وب
بالعربية
1. ↑  نهرا، هالة (29 يونيو 2022). "تكريم الأديب الراحل أحمد علبي في الجامعة الأميركية في بيروت". نداء الوطن. مؤرشف من الأصل في 2022-06-29. اطلع عليه بتاريخ 2022-06-29.
2. ↑  حسان حلاق (12 أبريل 2018). "موقف البيارتة من الثورة ضد السلطان عبد الحميد الثاني 1908 – 1909 لمروان فليفل". هنا لبنان. مؤرشف من الأصل في 2022-06-25.
3. ↑  جهاد الزين (30 يناير 2024). "حين "تكتب" الراقصةُ التاريخَ، يرقص معها: شهادة بديعة مصابني". النهار. مؤرشف من الأصل في 2024-01-30. اطلع عليه بتاريخ 2024-01-30.
4. ↑  ""الشافي في سيرة أبي العلاء المعري" لباسم فليفل". جريدة المدن الإلكترونية. 9 يناير 2024. مؤرشف من الأصل في 2024-02-03. اطلع عليه بتاريخ 2024-02-02.
5. ↑  "باسم فليفل: مؤرِّخ وباحث وويكيميدي لبناني". عربي بوست. مؤرشف من الأصل في 2023-03-28. اطلع عليه بتاريخ 2023-03-28.
6. ↑  "فعاليات معرض "بيروت العربي الدولي للكتاب" مستمرة لليوم التاسع وتميزت بتوقيع أصغر كاتبة إصدارها". الوكالة الوطنية للإعلام. 23 مايو 2025. اطلع عليه بتاريخ 2025-05-23.
7. ↑  باسم فليفل (4 نوفمبر 2017). "تاريخ بيروت". أيوب. مؤرشف من الأصل في 2020-02-23. اطلع عليه بتاريخ 2022-02-19.
8. ↑  باسم فليفل (9 ديسمبر 2017). "العصر الأسود للإسلام". أيوب. مؤرشف من الأصل في 2020-02-14. اطلع عليه بتاريخ 2022-02-19.

بالإنجليزية
1. 1 2  "UL's Bassem Fleifel (PhD) publishes a new book about the Ottoman era in Lebanon". American University of Beirut (بالإنجليزية). Archived from the original on 2021-06-03. Retrieved 2021-11-19.
2. ↑  "Tribute to Abdulrahim Abu-Husayn". American university of Beirut (بالإنجليزية). 9 Dec 2022. Archived from the original on 2023-03-28.
3. ↑  "UL's Bassem Fleifel (PhD) Lecture". American university of Beirut (بالإنجليزية). 19 Apr 2022. Archived from the original on 2023-04-19.
4. ↑  "UL's Bassem Fleifel (PhD) Lecture". American university of Beirut (بالإنجليزية). 19 Oct 2023. Archived from the original on 2023-10-20.
5. ↑  "Dr. Lamia Shehadeh narrates the life of her late father Dr. Asad Rustum". American University of Beirut (بالإنجليزية). 2 Sep 2022. Archived from the original on 2022-09-07.

## وصلات خارجية
- حلاق، حسان (12 أبريل 2018). "موقف البيارتة من الثورة ضد السلطان عبد الحميد الثاني 1908 – 1909 لمروان فليفل". اللواء. مؤرشف من الأصل في 2022-06-25.
- مقابلة د. باسم مروان فليفل ضمن برنامج أحلى صباح عبر شاشة تلفزيون لبنان على يوتيوب بتاريخ 26 نوفمبر 2019